# Gouvernement Aznar-Cabañas
 (octobre 2024).
Si vous disposez d'ouvrages ou d'articles de référence ou si vous connaissez des sites web de qualité traitant du thème abordé ici, merci de compléter l'article en donnant les références utiles à sa vérifiabilité et en les liant à la section « Notes et références ».
Royaume d'Espagne
Gouvernement Berenguer Ier Gouvernement de la République
Le Gouvernement de Juan Bautista Aznar-Cabañas est le gouvernement du royaume d'Espagne en fonction le 18 février 1931 au 14 avril 1931. Faisant suite au gouvernement Berenguer, il se trouve dans une période de transition après la fin de la dictature de Primo de Rivera et l'instauration de la Seconde République espagnole.
Le 12 avril ont lieu des élections municipales, remportées en majorité par les Républicains (notamment à Madrid, Valence et Barcelone). Le 14 avril 1931, la République est proclamée et le roi Alphonse XIII quitte l'Espagne.

## Composition
| Portefeuille                                         | Titulaires | Titulaires                                      | Parti |
| ---------------------------------------------------- | ---------- | ----------------------------------------------- | ----- |
| Président du Conseil                                 |            | Juan Bautista Aznar-Cabañas                     |       |
| Ministre d'État                                      |            | Álvaro de Figueroa y Torres, comte de Romanones |       |
| Ministre de la Justice et du Culte                   |            | Manuel García Prieto                            |       |
| Ministre des Finances                                |            | Juan Ventosa                                    |       |
| Ministre du Gouvernement                             |            | José María de Hoyos y Vinent                    |       |
| Ministre de l'Équipement                             |            | Juan de la Cierva y Peñafiel                    |       |
| Ministre de la Guerre                                |            | Dámaso Berenguer                                |       |
| Ministre de la Marine                                |            | José Rivera y Álvarez-Camero                    |       |
| Ministre de l'Instruction publique et des Beaux-arts |            | José Gascón y Marín (es)                        |       |
| Ministre du Travail et de la prévoyance              |            | Gabriel Maura Gamazo                            |       |
| Ministre de l'Économie national                      |            | Gabino Bugallal Araújo                          |       |